# Paul Ogorzow
Paul Ogorzow (* 29. September 1912 in Muntowen, Kreis Sensburg; † 25. Juli 1941 in Berlin-Plötzensee) war ein deutscher Serienverbrecher und wurde insbesondere als Berliner S-Bahn-Mörder bekannt. Die knapp zweijährigen Ermittlungen zu Ogorzows Verbrechensserie mit insgesamt 31 Notzuchtverbrechen, acht Morden und sechs  versuchten Morden waren eine der größten Fahndungen in der Berliner Kriminalgeschichte.

## Privat- und Berufsleben
Ogorzow, Mitarbeiter der Deutschen Reichsbahn, war Hilfsweichenwärter am Betriebsbahnhof Rummelsburg. Er galt als strebsam und pflichtbewusst, führte eine gute Ehe und war Vater zweier Kinder. Er wurde als freundlicher und liebevoller Familienvater wahrgenommen, der gern mit der Eisenbahn spielte, in seinem Garten Obst und Gemüse züchtete und ein geschätzter Nachbar war. Paul Ogorzow wurde als ganz normaler Bürger gesehen, dem niemand zutraute, ein Doppelleben zu führen oder gar ein Frauenmörder zu sein. Eine ehemalige Nachbarin Ogorzows in Berlin-Karlshorst sagte:

„Ich wär’ auch mit ihm mitgegangen, ich kannt’n ja, nich – ohne Weiteres. Ich habe ihn wahrgenommen als ganz normalen Bürger, als Familienvater mit zwei Kindern, sehr nett und lieb zu seiner Familie. So hab’ ich ihn wahrgenommen.
Und dann weiß ich noch eine Geschichte, dass eben mein Vater das Plakat angemacht hat und er stand neben ihm und da sagte mein Vater so: ‚Da macht man ’n Plakat an und dann wohnt er hier vielleicht‘, dass er dann sagt: ‚Können’se recht haben.‘“

Ein anderes Bild von Ogorzows Person, das letztendlich zu dessen Ergreifung führte, zeichnete allerdings ein ehemaliger Arbeitskollege (S.). In seinen Augen führte Ogorzow seine Tätigkeiten nur widerwillig durch. Auch habe Ogorzow erzählt, dass er die ihm übertragenen Strecken-Prüfdienste gar nicht immer durchführte, sondern stattdessen sich privat herumtrieb. Er erschien ihm wie jemand, der vielleicht in den besetzten Gebieten eine Untat begangen hatte, und deshalb jetzt in Rummelsburg tätig sein musste.
Ogorzow trat zum 1. April 1932 der NSDAP bei (Mitgliedsnummer 1.109.672) und war SA-Scharführer.

## Die sexuellen Gewalttaten
Zwischen 1939 und 1941 überfiel er in Berlin 31 Frauen, vergewaltigte sie und ermordete zwischen dem 4. Oktober 1940 und dem 2. Juli 1941 acht von ihnen. Von seinen acht Opfern warf er fünf im Streckenabschnitt Rummelsburg – Rahnsdorf aus der fahrenden S-Bahn, die anderen Frauen tötete Ogorzow in einer Laubenkolonie in der Nähe der S-Bahn-Strecke. Davor gingen vom 13. August 1939 an sechs Mordversuche auf sein Konto. Weiterhin gestand er etwa 20 Fälle von versuchter und vollendeter Vergewaltigung.
Er nutzte die während des Zweiten Weltkriegs auch in Berlin zum Schutz vor Bombenangriffen angeordnete Pflicht zur allgemeinen Verdunkelung. In Bahnuniform setzte er sich in sonst leeren S-Bahn-Abteilen zu ahnungslosen Passagierinnen. Sieben Frauen fielen ihm nachts in der S-Bahn zum Opfer; er schlug sie mit einem schweren Bleikabel nieder, um sich anschließend an ihnen zu vergehen und sie dann aus dem fahrenden Zug zu werfen. Zwei der Opfer überlebten schwer verletzt und konnten erste Hinweise auf den Täter geben.:73f. Insbesondere erinnerten sie sich daran, dass der Täter eine Uniform trug. Obwohl die Opfer keine detaillierteren Angaben zur Art der Uniform machen konnten, war dies dennoch ein wichtiger Hinweis, da sich die Fahndung nun auf Täter im Bereich der Bahnbediensteten konzentrieren konnte.
In einem der S-Bahn nahe gelegenen Laubenviertel lauerte Ogorzow sieben weiteren Opfern auf, von denen vier schwer verletzt überlebten.

## Verhaftung und Geständnis
Paul Ogorzow wurde von der Berliner Polizei als Sittlichkeitsverbrecher ermittelt und am 17. Juli 1941 am Betriebsbahnhof Rummelsburg verhaftet.:83
Er gab als Gründe für sein Morden Hass auf Frauen sowie Faszination am Töten an. Um seiner Hinrichtung zu entgehen, behauptete er, von einem jüdischen Arzt wegen einer Geschlechtskrankheit falsch behandelt worden zu sein. In seinem handschriftlichen Geständnis ist unter anderem zu lesen:

„Die Straftaten, die ich begangen habe und auch zu Protokoll gegeben habe, sind alle in dieser unausgeheilten Krankheit zu suchen. Ich erkenne dies Reuevoll [sic] an, das [sic] ich es nicht tun durfte. Aber es ist da in mir ein Trieb entstanden und bei der Tat eine plötzliche Umnachtung wegen der nicht ausgeheilten Krankheit entstanden. Ich bitte um die Unterbringung in eine [sic] Nervenheilanstalt.
Pg. Paul Ogorzow“

In der kriminalpolizeilichen Zusammenfassung des Falles vom 17. Juli 1940 werden als Motive ein übersteigerter Sexualtrieb, sexueller Reiz am Widerstand der Opfer und allgemein Hass auf Frauen genannt, da er sich bei ihnen zwei- bis dreimal mit Geschlechtskrankheiten angesteckt hatte.

## Verurteilung
Ogorzow wurde am 24. Juli 1941 von einem Sondergericht im Schnellverfahren als Gewaltverbrecher und Volksschädling zum Tode verurteilt und im Strafgefängnis Berlin-Plötzensee am 25. Juli 1941 mittels Guillotine hingerichtet.
Die Fahndung nach Ogorzow wurde für Reichskriminaldirektor Arthur Nebe und die Kripo Berlin zum Erfolg.

## Zeitgenössische Berichterstattung
Über die von Ogorzow begangenen Verbrechen wurde mindestens seit Anfang Oktober 1940 überregional in der Presse berichtet. So meldete eine in Wien erscheinende Tageszeitung am 9. Oktober 1940 über den Mord an Gerda Ditter:

„In der Laubenkolonie ‚Gutland II‘ in Berlin-Lichtenberg wollte sich ein Amtswalter der NSV nach dem Ergehen der 20jährigen Gerda Ditter und der beiden Kinder der jungen Frau erkundigen. Als er die Wohnlaube der Familie Ditter betrat, fand er die junge Frau in einer Blutlache tot auf. Wie sich später zeigte, war die Unglückliche durch einen Stich in den Hals ermordet worden. Die Kinder, ein eineinhalbjähriges Mädchen und ein zwei Monate alter Knabe, befanden sich im anstoßenden Wohnraum wohlbehalten in ihren Betten. Vorläufig sind die Erhebungen zur Ausforschung des Täters noch ergebnislos geblieben.“

Zu dieser Tat meldete am gleichen Tag eine andere Wiener Zeitung ergänzend:

„Wie die Obduktion der Leiche ergeben hat, hat der Täter sein Opfer zunächst gewürgt und ihm dann mit einem scharfen und spitzen Messer einen tödlichen Halsstich beigebracht. Die Frau ist am letzten Wochenmarkttag in Lichtenberg-Friedrichsfelde in Begleitung eines Mannes gesehen worden. Die Polizei fahndet nach diesem Unbekannten, der etwa 30 bis 40 Jahre alt ist. Er trug eine blaue Schirmmütze, eine kurze Joppe, Sporthemd mit offenem Kragen und eine lange dunkle Hose. Für Angaben, die zur Ermittlung der Ergreifung des Mörders fuhren, ist eine Belohnung von 1000 RM ausgesetzt worden.“

Genau einen Monat später gab es zu einem Ogorzow zuzuschreibenden Verbrechen erneut mehrere Zeitungsmeldungen auch außerhalb von Berlin. In einer Wiener Tageszeitung stand am 9. November 1940:

„In der Nähe des S-Bahn-Hofes Hirschgarten in Berlin trug sich in einem Zug der S-Bahn ein Raubüberfall zu. Als sich der Zug in Bewegung gesetzt hatte, stürzte sich ein etwa 30jähriger Mann, der sich mit einer 29jährigen Schaffnerin allein in einem Abteil zweiter Klasse befand, in Raubabsicht aus die Frau und warf sie zu Boden. Die Ueberfallene wehrte sich heftig und schrie um Hilfe. Der Angreifer zerrte die Frau zur Tür und warf sie aus dem fahrenden Zug. Obwohl der Zug gleich darauf zum Stehen gebracht wurde, konnte von dem Banditen, der inzwischen abgesprungen war, keine Spur mehr entdeckt werden. Die Ueberfallene wurde mit schweren Verletzungen ins Krankenhaus geschafft.“

Nach Lage der Dinge handelt es sich hierbei um Paul Ogorzows Überfall am 4. November 1940 auf die 30-jährige Elisabeth Bendorf, die er zwischen Hirschgarten und Köpenick aus dem Zug warf, nachdem er sie zuvor durch Schläge mit einem Bleikabel schwer verletzt hatte.
Am 20. Juli 1941 konnte Ogorzows Verhaftung gemeldet werden.

„In den letzten Monaten kamen immer wieder Nachrichten über das Treiben eines unheimlichen Verbrechers, der nachts in der Gegend von Berlin-Karlshorst in Stadtbahnzügen Frauen überfiel und aus dem fahrenden Zug warf. Die Nachforschungen der Kriminalpolizei führten dazu, daß nach und nach nicht weniger als 5000 Personen perlustriert wurden. Nach mühsamer Kleinarbeit ist es nun gelungen, den Verbrecher in der Person des 28jährigen Eisenbahners Paul Ogorzow aus Karlshorst zu verhaften. Sieben Frauen hatte er in Coupés der S-Bahn überfallen und dann aus dem Zug geworfen. Fünf seiner Opfer fanden dabei den Tod. Dem Manne konnten weiters zwei Frauenmorde nachgewiesen werden, die in den Nächten zum 8. und zum 4. Juli in der Friedrichsfelder Laubenkolonie verübt worden waren, weiters die Ermordung eines 19jährigen Mädchens in Karlshorst und schließlich eine Reihe von Sittlichkeitsattentaten. In der Nacht zum 4. Dezember hatte Ogorzow bei Karlshorst eine Krankenschwester aus dem Zug geworfen, unmittelbar darauf überfiel er in Karlshorst ein auf dem Heimweg befindliches junges Mädchen, das er erschlug. Der entmenschte Verbrecher erklärte bei den Verhören, er habe die Mordtaten zum Teil auch aus Haß gegen die Frauen verübt.“

Auch der wenige Tage später beginnende Prozess fand überregional Beachtung.

„Am Donnerstag den 24. d. M. begann vor dem Sondergericht die Verhandlung gegen den 28jährigen Paul Ogorzow aus Karlshorst, der über ein Jahr lang durch seine furchtbaren Mordtaten die Bevölkerung Berlins in Angst und Schrecken versetzt hatte. Der Angeklagte, der in gewissen Abständen auf der Strecke von Ostkreuz nach Erkner alleinfahrende Frauen aus dem S-Bahn-Zug geworfen hatte, wird sich unter Zugrundelegung der Gewaltverbrecherverordnung wegen vollendeten Mordes in acht und versuchten Mordes in sechs Fällen zu verantworten haben. Fünf der von ihm aus den Zügen geworfenen Frauen fanden dabei den Tod, zwei wurden schwer verletzt. Der Angeklagte hatte ferner in den Nächten zum 4. Oktober 1940 und zum 3. Juli l. J. in einem Laubengelände in Friedrichsfelde zwei Frauen umgebracht. Einen weiteren Frauenmord verübte er am 4. Dezember v. J. in Karlshorst. Da zahlreiche weitere Straftaten Ogorzows, insbesondere Sittlichkeitsverbrechen, nicht zum Gegenstand der Anklage gemacht worden sind, weil die insoweit zu erwartenden Strafen praktisch nicht ins Gewicht fallen dürften, besteht die Möglichkeit, daß der Prozeß in einem Tage beendet wird.“

Die Spekulation über eine kurze Prozessdauer stellte sich als richtig heraus, sodass vorstehender Artikel bereits im Druck ergänzt werden konnte:

„Eine heute über das DNB einlaufende Meldung besagt, daß, wie die Justizpressestelle Berlin mitteilt, der gestern (Donnerstag) vom Sondergericht als Volksschädling und Gewaltverbrecher zum Tode verurteilte Paul Ogorzow heute Freitag hingerichtet worden ist.“

Über das Gerichtsverfahren wurde auch im Duktus der Sprache des Nationalsozialismus berichtet. So war etwa unter der Überschrift „Ein Untermensch“ zu lesen:

„Vor dem Berliner Sondergericht hatte sich am Donnerstag der 28jährige Paul Ogorzow zu verantworten, ein Volksschädling […]. Das Sondergericht verurteilte Paul Ogorzow als Volksschädling und Gewaltverbrecher zum Tod und zum dauernden Verlust der bürgerlichen Ehrenrechte.“

Auch über die Hinrichtung wurde in der Presse überregional berichtet.

## Ogorzows Opfer
Ogorzows Mordopfer waren laut den Eintragungen in den Archivbüchern des Leichenschauhauses::69, 75
- Gerda Ditter (20 Jahre; * 27. Juli 1920; † 4. Oktober 1940)
- Elfriede Franke (26 Jahre; * 27. Juli 1914; † 3. Dezember 1940)
- Irmgard Freese (19 Jahre; * 13. April 1921; † 4. Dezember 1940)
- Elisabeth Büngener (30 Jahre; * 25. Oktober 1910; † 22. Dezember 1940)
- Gertrud Siewert (46 Jahre; * 29. Januar 1894; † 29. Dezember 1940)
- Hedwig Ehbauer[21] (27 Jahre; * 16. Juli 1913; † 5. Januar 1941)[22]
- Johanna Voigt (38 Jahre; * 13. April 1902; † 12. Februar 1941)
- Frieda Koziol (34 Jahre; * 15. Juli 1906; † 1. oder 2. Juli 1941)

Gerda Ditter, Irmgard Freese und Frieda Koziol wurden in der Laubenkolonie getötet. Elfriede Franke, Elisabeth Büngener, Gertrud Siewert, Hedwig Ebauer und Johanna Voigt wurden mit einem Bleikabel erschlagen und aus der fahrenden S-Bahn geworfen.

## Filmische Rezeption
- Im Jahre 1974 wurde unter Regie von Peter Schulze-Rohr ein Dokumentarspiel mit dem Titel Verdunkelung – Der Eisenbahnmörder produziert, welches am 31. Mai 1976 ausgestrahlt wurde; neben Rudolf Brand, der den Hauptakteur spielte, waren viele Berliner Schauspieler wie Joachim Kemmer, Eva-Maria Werth (als Ogorzows Ehefrau) und Claus Jurichs zu sehen.
- 2012 entstand im Auftrag des RBB die TV-Doku Tatort Berlin – Der S-Bahnmörder von Rummelsburg, von Gabi Schlag und Benno Wenz.